# قلبم تو را می‌خواند
قلبم تو را می‌خواند (فرانسوی: Mon coeur t'appelle‎) یک فیلم موزیکال فرانسوی به کارگردانی کارمینه گالونه و سرژ وبر است که در سال ۱۹۳۴ منتشر شد.

## بازیگران
- یان کیه‌پورا
- دانیل داریو
- کولت دارفوی
- پاول کمپ
- سانی هیل